# Gázdinamikai Laboratórium
Gázdinamikai Laboratórium (oroszul: Газодинамическая лаборатория), rövidítve GDL az 1920-as évek elején létrehozott szovjet tudományos kutatóintézet, amely szilárd és folyékony hajtóanyagú rakéták kifejlesztésével foglalkozott.

## Története
Nyikolaj Ivanovics Tyihomirov 1921. március 1-jén lehetőséget kapott, hogy megszervezze az első szovjet rakétakutató, fejlesztő és kísérleti intézetet. A laboratóriumban a rakéták hajtóanyagául szolgáló, füst nélküli lőporral kísérletezett. A kísérletek eredményessége érdekében a laboratóriumi szakemberek kifejlesztettek egy füstmentes lőport, amely erős és stabil égést biztosított.
A laboratóriumot 1927-ben Leningrádba telepítették és Gázdinamikai Laboratórium (GDL) névre keresztelték. 1928-ban Sztálin elindította az első ötéves tervet (1928-1936), jelentős költségvetést biztosítottak a polgári- és katonai kutatásokra. 1927 és 1933 között légvédelmi rakéták (repülőgép-fedélzeti rakétalövedékek, start rakéták), valamint különböző méretű, szilárd- és folyékony hajtóanyagú rakétafegyvereket fejlesztettek. 1930-1933 között itt kezdték kifejleszteni az ORM (Kísérleti rakétahajtómű) elnevezésű folyékony hajtóanyagú motorokat. Nagyban hozzájárult a Katyusa rakéta-sorozatvető létrehozásában.
1928. március 3-án sikeresen indították az első füstmentes lőportöltetű rakétát.
1929. május 15-én Valentyin Petrovics Glusko az általa javasolt és létrehozott folyékony hajtóanyagú és elektrotermikus (plazma) rakétafejlesztési osztály a világon elsőként foglalkozott a plazmarakéták kialakításával. 1930-tól az ORM -sorozatú folyékony hajtóanyagú rakéták hajtóműveit tervezték, tesztelték, az 1 – 52 típust még a GDL, az 53. típustól az RNII folytatta a kutatást. Úttörő szerepet játszott a turbóhajtás, hűtési rendszerek fejlesztésében, megalkotta a világ első minta elektrotermikus rakéta motorját (ERE).
1930-ra elkészült az RSZ–82 és RSZ–132 a második világháború idején sorozatban gyártott rakétatípusok. Az RSZ–82 javított változatát a Katyusa rakéta-sorozatvetőnél, az RSZ–132 javított változatát csatarepülőgépeken alkalmazták. 
Az 1930-as évek katonapolitikai helyzete indokolttá tette, hogy a kísérleti intézetet katonai irányítás alá helyezzék. 1933-ban a GDL és a polgári Rakétamozgást Tanulmányozó Csoport (GIRD, vezetője Koroljov) egyesítéséből létrejött a Rakétakutató Intézet (RNII). 1933-ban a laboratóriumban 200 kutató és technikus dolgozott.
A folyékony hajtóanyagú rakétáknál nagyon sok fejlesztési problémát kellett megoldani (motor, hajtóanyag és tüzelőanyag, hajtóanyag és tüzelőanyag táplálás, hűtés, rakétatest, aerodinamika). 1933. augusztus 17-én sikeresen kilőtték a GIRD–09 jelű folyékony hajtóanyagú rakétát.

## Vezetői
- Nyikolaj Ivanovics Tyihomirov vegyész, feltaláló, rakétakutató (1930-ig)
- Borisz Szergejevics Petropavlovszkij (1930–1933)

## Szakmai sikerek
- A GDL, illetve a később Rakétakutató Intézet egyik telephelyén, a Péter-Pál erődben 1973-tól múzeum működik.
- A rakétakutatásban elért eredmények alapján emlékére a Hold túlsó oldalán kráter neveztek el róla.